# Александр Менді
Александр Менді (фр. Alexandre Mendy, нар. 20 березня 1994, Тулон) — французький футболіст сенегальського походження, нападник клубу «Кан» і національної збірної Гвінеї-Бісау.

## Ігрова кар'єра
Народився 20 березня 1994 року в місті Тулон. Вихованець юнацьких команд футбольних клубів «Тулон» та «Канн». З 2013 року став виступати за дублюючу команду «Ніцци» в аматорському чемпіонаті, в якій взявши участь у 13 матчах чемпіонату, забивши 9 голів. Не пробившись до першої команди, з початку 2014 року грав на правах оренди за нижчолігові клуби «Страсбур» та «Нім».
Влітку 2015 року Менді повернувся до «Ніцци» і 22 серпня 2015 року дебютував з клубом у Лізі 1 в грі проти «Кана». Загалом за сезон у клубі з Ніцци Александр зіграв 18 ігор у чемпіонаті і забив 3 голи.
21 червня 2016 року перейшов у «Генгам», підписавши контракт на 3 роки.
Після року в «Генгамі» 26 червня 2017 року перейшов у «Бордо», підписавши чотирирічну угоду. Протягом першої половини сезону 2017/18 був основним нападником та відіграв за команду з Бордо 16 матчів в національному чемпіонаті. 8 грудня 2017 в матчі проти «Страсбура» зазнав розриву хрестоподібних зв'язок та вибув майже на рік. Відновившись після травми в грудні 2018, Менді поїхав в оренду до завершення сезону до аутсайдера Ліги 1 «Генгама». У сезоні 2019/20, не будучи потрібним тренерському штабу «Бордо», франко-сенегалець був відправлений в оренду до іншого бретонського клубу — «Бреста».

## Особисте життя
Він двоюрідний брат футболістів Нампалі Менді та Бафетімбі Гоміса

## Досягнення

### Індивідуальні
- Найкращий бомбардир другого дивізіону Франції з футболу (1):

«Кан»: 2023-24